# Kotlice-Kolonia
Kotlice-Kolonia is een plaats in het Poolse district  Zamojski, woiwodschap Lublin. De plaats maakt deel uit van de gemeente Miączyn en telt 103 inwoners.